# Marktplatz-Methode
Die Marktplatz-Methode ist eine Methode, die zum Ziel hat, niedrigschwellig und effektiv neue gesellschaftliche Kooperationen zwischen privaten, öffentlichen und gemeinnützigen Organisationen, wie zum Beispiel Corporate Citizenship, im lokalen Umfeld anzubahnen. Sie wurde in den Niederlanden entwickelt (niederländisch: „Beursvloer“).
In der Bundesrepublik Deutschland haben seit September 2006 über 50 „Marktplätze“ stattgefunden (Stand: 2009), auf denen knapp 4000 Kooperationen zwischen Unternehmen und Gemeinnützigen im lokalen Umfeld vereinbart worden sind. Insgesamt haben sich an den Marktplätzen 854 gemeinnützige Organisationen und 654 Unternehmen beteiligt (Stand: März 2009).
Die Marktplatz-Methode wurde 2010 einer der vielen Preisträger im Wettbewerb 365 Orte im Land der Ideen.

## Geschichte
Entwickelt wurde die Methode von der niederländischen Freiwilligenagentur Nederlandse Organisaties Vrijwilligerswerk (NOV); 1996 wurde die erste Veranstaltung in Amsterdam durchgeführt. 2002 fand die erste Veranstaltung in Arnheim statt, 2004 in Maastricht, wo es zur Zusammenarbeit mit Fortis Foundation Nederland, KPMG und Movisie kam. Seit 2010 ist statt Fortis ABN AMRO beteiligt.
Die Methode wurde von der Bertelsmann Stiftung für Deutschland adaptiert und 2006 unter der Bezeichnung Gute Geschäfte eingeführt.

## Grundlagen
Bei der Marktplatz-Methode kommen Vertreter von Unternehmen und gemeinnützigen Organisationen für ca. zwei Stunden an einem Ort zusammen und handeln innerhalb dieser Zeitspanne mit Vertretern der jeweils anderen Seite – wie auf einem Markt – Kooperationsprojekte aus. Dabei werden die Kooperationen in Form von Dienstleistungen und Know-how, Sachmittel, Infrastruktur und Kreativität gehandelt. Den Formen und Inhalten dieser zeitlich befristeten Kooperationen sind dabei keine Grenzen gesetzt, allerdings ist Geld als Transfermittel ausgeschlossen. Es geht nicht um Spenden und Sponsoring, sondern um bislang ungewöhnliche Konstellationen zur Lösung konkreter gesellschaftlicher Angelegenheiten im lokalen Umfeld.
Die ausgehandelten Arrangements sollen nicht einseitig erfolgen, sondern es sollen sich vielmehr Win-Win-Situationen ergeben, da auch die Non-Profit-Organisationen den Wirtschaftsunternehmen interessante Angebote machen können. Idealtypisch können diese zeitlich befristeten Kooperationsprojekte in neue und nachhaltige Kooperationsbeziehungen zwischen Wirtschaft und dem Nonprofit-Bereich münden.

## Beispiel einer möglichen Kooperation
Ein Sportverein möchte einen neuen Umkleideraum bauen und findet einen Architekten, der die Planung übernimmt und ein Unternehmen, das (überzähliges) Baumaterial zur Verfügung stellt sowie ein Team von Mitarbeitern, die einen halben Arbeitstag für die Bauarbeiten aufbringen. Im Gegenzug wird von dem Verein ein Sommersportfest für die verschiedenen beteiligten Unternehmen organisiert und durchgeführt.

## Nutzen
Neben den „eigentlichen Kooperationen“ ergeben sich auch noch weitere Vorteile für die beteiligten Akteure. Durch die Marktplatz-Methode können sich die Unternehmen (ohne Geldeinsatz) für ihr lokales Umfeld gemeinnützig engagieren und gleichzeitig ihren Bekanntheitsgrad im lokalen Umfeld steigern. Auf diese Weise können Unternehmen auch in der Öffentlichkeit und bei den Mitarbeitern an Image gewinnen. Wiederum können die gemeinnützigen Einrichtungen (ohne Geldeinsatz) zusätzliche Ressourcen gewinnen, die es ihnen ermöglichen, besser ihre Ziele zu erreichen und dabei unabhängiger von staatlichen Leistungen werden.